# Argenbühl
Argenbühl település Németországban, azon belül Baden-Württembergben. Lakosainak száma 6740 fő (2023. december 31.). Argenbühl Kißlegg, Heimenkirch, Wangen im Allgäu, Leutkirch im Allgäu, Isny im Allgäu, Hergatz, Röthenbach és Gestratz községekkel határos.

## Népesség
A település népessége az elmúlt években az alábbi módon változott:
| Lakosok száma | 4873 | 5065 | 4979 | 4988 | 5191 | 5631 | 5769 | 5912 | 6115 | 6740 |
|               | 1961 | 1967 | 1974 | 1980 | 1987 | 1993 | 2000 | 2006 | 2013 | 2023 |